# Werner von Below
Hans Friedrich Heinrich Werner von Below (* 7. September 1784 auf Klein Machmin; † 22. August 1847 in St. Goar) war ein preußischer Generalmajor.

## Leben

### Herkunft
Er war der Sohn von Franz Jakob von Below (* 5. Dezember 1734; † 7. Mai 1799) und dessen Ehefrau Dorothea Barbara Christine, geborene von Puttkamer (* 19. Juni 1750; † 2. September 1790) aus dem Haus Versin. Sein Vater war Herr auf Klein Machmin sowie Kapitän a. D., zuletzt im I. Bataillon der Garde.

### Militärkarriere
Below besuchte die Kadettenhäuser in Stolp und Berlin. Von wurde er am 1. März 1798 als Gefreitenkorporal dem Grenadier-Gardebataillon der Preußischen Armee überwiesen und avancierte Anfang April 1803 zum Fähnrich. Im Vierten Koalitionskrieg kämpfte Below in der Schlacht bei Auerstedt und kam am 21. Mai 1807 zur Stammabteilung des Regiments der Garde in Memel.
Nach dem Frieden von Tilsit stieg Below am 12. November 1808 mit Patent vom 16. Januar 1804 zum Sekondeleutnant im Regiment der Garde zu Fuß auf. Bis Mitte Januar 1813 avancierte er zum Stabskapitän. Während der Befreiungskriege kämpfte Below in den Schlachten bei Großgörschen, Bautzen, Kulm, Leipzig, Brienne sowie der Blockade von Givet. Für Großgörschen erhielt Below das Eiserne Kreuz II. Klasse und am 16. Juni 1813 wurde er mit der Beförderung zum Kapitän zum Kompaniechef ernannt. Am 11. August 1815 folgte als Major und Bataillonskommandeur seine Versetzung in das 26. Infanterie-Regiment. Daran schloss sich vom 7. November 1824 bis zum 29. März 1832 eine Verwendung als Kommandeur des II. Bataillons im 16. Landwehr-Regiment in Iserlohn an. In dieser Eigenschaft erhielt Below im Jahr 1825 das Dienstkreuz und wurde am 30. März 1830 zum Oberstleutnant befördert. Am 30. März 1832 beauftragte man ihn zunächst mit der Führung des 28. Infanterie-Regiments in Köln und ernannte ihn am 20. Februar 1833 zum Kommandeur dieses Verbandes. Am 30. März 1833 wurde Below mit Patent vom 2. April 1833 zum Oberst befördert sowie am 17. Oktober 1836 mit dem Roten Adlerorden III. Klasse mit Schleife ausgezeichnet. Unter Verleihung des Charakters als Generalmajor erhielt er am 10. Mai 1837 mit einer jährlichen Pension von 1750 Talern seinen Abschied. Er starb am 22. August 1847 in St. Goar.

### Familie
Below heiratete am 1. Juni 1837 in Köln Karoline Antoinette Ritter. Sie war die Tochter des Hoboisten im früheren Füsilierbataillon „von Bila“ Johann Heinrich Ritter und dessen Frau Anna Katharina, geborene Haas. Kinder aus der Ehe sind nicht bekannt.